# Julie Mota
Julie Kumin Mota (Tufi, Provincia de Oro, 1978) es una escritora y artista papú que reside en San Francisco (California), donde tiene exposiciones permanentes en el Museo de Bellas Artes de San Francisco y el M. H. de Young Memorial Museum.
Estudió en la Universidad de Papúa Nueva Guinea y comenzó a escribir en 1999.

## Publicaciones
- Cultural Refugees – An Anthology of Poems, 2016
- Discovering Democracy - A guide for forming youth groups in Papua New Guinea , 2012